# إليانور غيتس
إليانور غيتس (بالإنجليزية: Eleanor Gates) هي كاتِبة أمريكية، ولدت في 26 سبتمبر 1875 في شاكوبي في الولايات المتحدة، وتوفيت في 7 مارس 1951 في لوس أنجلوس في الولايات المتحدة.

## وصلات خارجية
- إليانور غيتس على موقع IMDb (الإنجليزية)
- إليانور غيتس على موقع قاعدة بيانات برودواي على الإنترنت (الإنجليزية)
- إليانور غيتس على موقع قاعدة بيانات الفيلم (الإنجليزية)